# Thomas Möller
Thomas Möller, född 7 juni 1964, är en svensk  tidigare ledare för Hells Angels i Sverige, numera endera bosatt i Sydafrika eller i Sverige. Möller var tidigare president i Hells Angels i Malmö, som var den första klubben i Sverige, ett så kallat Mother Chapter.  

## Biografi
Möller var en av grundarna av raggar- och motorcykelklubben Dirty Dräggels i Malmö, som 1990 blev hangaround chapter till Hells Angels, år 1991 provmedlem och 1993 fullvärdig Hells Angel-klubb. Möller blev klubbens vicepresident och tillika Hells Angels talesman i Sverige och senare president. År 2003 lämnade han över presidenttiteln till sin efterträdare.
Inledningsvis hävdade Möller i intervjuer med media att Hells Angels i Sverige inte bedrev omfattande kriminell verksamhet eller utövade våld, men 1994 utbröt ett gängkrig med Bandidos, som då också etablerat sig i Sverige.
Möller har under 1990-talet dömts till fängelse för misshandel och olaga hot.
Efter att ha bott i flera olika länder har Möller helt eller delvis bott i Kapstaden i Sydafrika sedan slutet av 1990-talet, där han har presenterat sig som affärsman. År 2009 uppgav han att han flyttat tillbaka till Sverige. I Sydafrika har han figurerat i flera sammanhang när svenska evenemang skett i landet. I samband med den TV-sända starten av seglingstävlingen Volvo Ocean Race år 2001 dök Möller upp med en stor motorbåt och en banderoll med texten "Hells Angels MC Malmoe Sweden" bredvid de sponsrade tävlingsbåtarna med svenska storföretags namn. Hans kostsamma livsstil och stora banktillgodohavanden i Sydafrika (motsvarande drygt 10 miljoner kronor) tilldrog sig dock även uppmärksamhet från både svenska och sydafrikanska myndigheter och i december 2007 krävdes Möller på 4,1 miljoner kronor av de svenska skattemyndigheterna. Möller hävdade att pengarna var icke skattepliktiga spelvinster men i juni 2008 beslagtog Kronofogdemyndigheten ett tillgodohavande på 378 435 kronor i Möllers pensionsfond på grund av skatteskulden.
Från februari 1998 fram till 2009 uppbar Möller sjukersättning från Försäkringskassan med stöd av ett sjukintyg om en ryggskada. I mars 2009 uppgick ersättningen till cirka 200 000 kronor per år. Baserat på information från Skatteverket om att Möller haft stora inkomster av näringsverksamhet i Sydafrika bedömde försäkringskassan att Möllers uppgifter om bristande arbetsförmåga inte var sanningsenliga, och drog i mars 2009 tillbaka ersättningen samt krävde återbetalning av tidigare utbetalningar, drygt två miljoner. Möller överklagade återbetalningskravet till förvaltningsrätten som i augusti 2010 gav Möller rätt och beslöt att återbetalning inte behövde ske.
Möller anges 2021 ha en skatteskuld till staten på drygt 2 miljoner kronor.